# Daan Milius
Daan Milius (* 1988 in Maastricht) ist ein niederländischer Filmproduzent von Kurzfilmen.

## Karriere
Milius wurde in Maastricht geboren und schloss 2012 einen Master in Filmregie an der LUCA School of Arts in Brüssel ab. Bereits während seines Studiums hatte er 2010 mit Misschien Later seinen ersten Kurzfilm produziert. Nach seinem Abschluss stellt er die Videoinstallation 97 views from the D.L.O. in Kunstraum Zürich aus. Im Jahr 2015 produzierte er als Dramaturg das Theaterstück Exhibit, das für den „BNG Bank Theaterprijs“ nominiert war. In den nächsten Jahren folgten einige Kurzfilme und 2020 sein zweiter Langfilm WTC A Love Story über das World Trade Center in Brüssel. Dabei ging es darum, den Mietern der Türme eine Stimme zu geben. Allerdings habe der Film viel Einsatz gefordert, da das Budget sehr niedrig war. Im Jahr 2024 produzierte er mit Regisseur Johan Grimonprez den Dokumentarfilm Soundtrack to a Coup d’Etat, für den er bei der Oscarverleihung 2025 in der Kategorie Bester Dokumentarfilm nominiert wurde.
Milius arbeitet beim Produktionsunternehmen Videopower.

## Filmografie (Auswahl)
- 2010: Misschien Later
- 2017: Raymond Tallis: On Tickling
- 2018: Three Thoughts on Terror
- 2018: Two Travellers to a River
- 2018: Papieren Land (Langfilm)
- 2018: Déploiements
- 2018: As the Clock Ticks Away
- 2018: Dating Application
- 2018: Speak Out!
- 2019: Within the Temple Without
- 2019: Rocky tales of occupation
- 2019: Burn Out One
- 2020: WTC A Love Story (Langfilm)
- 2020: A Demonstration
- 2021: Mijn Landbouwbelang (Langfilm)
- 2022: What Dying Feels Like
- 2022: Minimal Sway While Starting My Way Up
- 2023: Das Retirée or the last house of my father
- 2024: Soundtrack to a Coup d’Etat (Langfilm)
- 2024: Preoperational Model
- 2025: Extra Life (and Decay)

## Auszeichnungen (Auswahl)
- 2024: IDA-Award-Nominierung in der Kategorie Bester Dokumentarfilm für Soundtrack to a Coup d’Etat
- 2024: Independent-Spirit-Award-Nominierung in der Kategorie Bester Dokumentarfilm für Soundtrack to a Coup d’Etat
- 2024: Gotham-Award-Nominierung in der Kategorie Bester Dokumentarfilm für Soundtrack to a Coup d’Etat
- 2024: Europäischer-Filmpreis-Nominierung in der Kategorie Bester Europäischer Film für Soundtrack to a Coup d’Etat
- 2025: Oscar-Nominierung in der Kategorie Bester Dokumentarfilm für Soundtrack to a Coup d’Etat